# Карол Слобода
Карол Слобода (словац. Karol Sloboda; нар. 16 травня 1983, Братислава, Чехословаччина) — словацький хокеїст.

## Ігрова кар'єра
Вихованець братиславського клубу «Слован», в якому виступав у складі юніорської команди U18 з 1996 по 1999 роки, в сезоні 1999/2000 років виступав у складі молодіжної команди «Слована» U20. Брав участь у складі юніорської збірної Словаччини на чемпіонатах світу з хокею із шайбою серед юніорських команд у 2000 та 2001 років.
В сезоні 2000/2001 років виступав за клуб Словацької Екстраліги «Дукла» (Тренчин), відіграв 22 гри. Два сезони провів в ОХЛ у складі клубу Оттава 67-і — 119 матчів, набрав 70 очок (13 + 57). Виступав у складі молодіжної збірної Словаччини, брав участь в молодіжних чемпіонатах світу з хокею із шайбою 2002 та 2003 років.
У 2003 році повернувся до Європи, де спочатку провів сезон за чеський клуб «Спарта» (Прага), а в сезоні 2004/2005 став чемпіоном Словаччини у складі клубу «Слован» (Братислава). Наступного сезону посів 7 місце (виступав за «Слован»). Сезон 2006/2007 років, провів у складі клубу «Скаліца» — 52 матчі, 29 очок (10 + 19).
З 2007 року виступає за клуби чеської екстраліги: «Славія» (Прага), ХК «Карлові Вари» та з сезону  2011/12 років за ХК «Вітковіце». У складі останнього виступав на престижному Кубку Шпенглера у 2011 та 2012 роках.
Згодом по сезону захищав кольори російської «Лади» та словацької команди «Банська Бистриця». Останні два сезони кар'єри захищав кольори клубу «Братислава Кепіталс».